# برايان لونش (دبلوماسي)
برايان لونش (بالإنجليزية: Brian Lynch)‏ هو دبلوماسي نيوزيلندي، ولد في 1936.